# Oliver Phelps (Politiker)

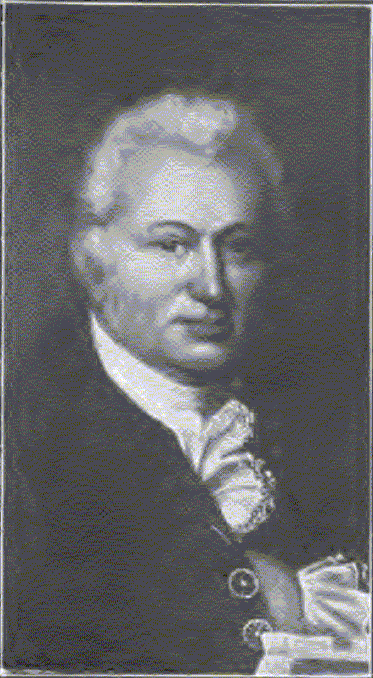
Oliver Phelps

Oliver Phelps (* 21. Oktober 1749 in Poquonock, Hartford County, Colony of Connecticut; † 21. Februar 1809 in Canandaigua, New York) war ein US-amerikanischer Politiker. Zwischen 1803 und 1805 vertrat er den Bundesstaat New York im US-Repräsentantenhaus.

## Werdegang
Oliver Phelps wuchs während der britischen Kolonialzeit auf. Er besuchte vorbereitende Schulen und arbeitete danach in Granville (Massachusetts) im Handel. In den 1770er Jahren schloss er sich der Revolutionsbewegung an. Während des Unabhängigkeitskrieges war er als Deputy Commissary bei der Lebensmittelversorgung der Kontinentalarmee eingesetzt. Nach dem Krieg ließ er sich in Massachusetts nieder. Zwischen 1778 und 1780 war er neben seiner militärischen Tätigkeit auch Abgeordneter im Repräsentantenhaus von Massachusetts. In den Jahren 1779 und 1780 nahm er als Delegierter an den dortigen Verfassungskonventen teil. 1785 gehörte er dem Senat von Massachusetts an. Ein Jahr später wurde er in den Stab des Gouverneurs berufen.
Phelps war auch an der 1788 erfolgten Gründung des Phelps & Gorham Syndicate beteiligt. Für diese Firma wurde er im westlichen Teil von New York als Vertreter tätig. Seither lebte er in diesem Bundesstaat, wo er im größeren Stil mit Landspekulationsgeschäften beschäftigt war. Zwischenzeitlich geriet er mit diesen Unternehmungen auch in große finanzielle Probleme. Dadurch musste er einen großen Teil seiner eigenen Grundstücke, die er inzwischen erworben hatte, wieder verkaufen. Zwischen 1789 und 1793 war er First Judge im Ontario County. Im Jahr 1802 zog er nach Canandaigua. Politisch schloss er sich der von Thomas Jefferson gegründeten Demokratisch-Republikanischen Partei an.
Bei den Kongresswahlen des Jahres 1802 wurde Phelps im damals neu eingerichteten 17. Wahlbezirk von New York in das US-Repräsentantenhaus in Washington, D.C. gewählt, wo er am 4. März 1803 sein neues Mandat antrat. Bis zum 3. März 1805 konnte er eine Legislaturperiode im Kongress absolvieren. Während seiner Zeit als Kongressabgeordneter wurde im Jahr 1803 durch den von Präsident Jefferson getätigten Louisiana Purchase das Staatsgebiet der Vereinigten Staaten beträchtlich erweitert. 1804 wurde der zwölfte Verfassungszusatz ratifiziert. Im selben Jahr bewarb sich Oliver Phelps erfolglos um das Amt des Vizegouverneurs von New York. Er starb am 21. Februar 1809 in Canandaigua, wo er auch beigesetzt wurde.